# Metriocnemus longicornis
Metriocnemus longicornis är en tvåvingeart som först beskrevs av Jean-Jacques Kieffer 1923.  Metriocnemus longicornis ingår i släktet Metriocnemus och familjen fjädermyggor.
Artens utbredningsområde är Tyskland. Inga underarter finns listade i Catalogue of Life.